# Victoria Perskaya
Victoria Perskaya, född i Poltava, är en ukrainsk sångerska. 
Hon har ett särpräglat expressivt sångsätt, som till uttrycket påminner om Yma Sumac. Repertoaren består av ukrainska och ryska folksånger och romanser, zigenarsånger och nostalgiska melodier.

## Diskografi
- Taina' («Hemligheten»)